# Keitapu Maamaatuaiahutapu
 (mai 2021).
Si vous disposez d'ouvrages ou d'articles de référence ou si vous connaissez des sites web de qualité traitant du thème abordé ici, merci de compléter l'article en donnant les références utiles à sa vérifiabilité et en les liant à la section « Notes et références ».
Keitapu Maamaatuaiahutapu est un océanographe, universitaire et homme politique de la Polynésie française. Membre du Tavini huiraatira, il a été ministre de la Pêche dans le gouvernement polynésien[Quand ?].

## Carrière professionnelle
Il est enseignant chercheur à l’Université de la Polynésie française. Avec le physicien Alessio Guarino il mène des recherches sur le récif corallien et la circulation hydrodynamique dans les îles de Polynésie. 

## Activité politique
Lors des élections municipales  à Taiarapu-Est, en mars 2008, il change de couleur de bulletins entre les deux tours, et le conseil d'État annule ces élections en avril 2009.
Il est tête de liste, non élu, du Parti socialiste pour la section Pacifique (circonscription Outre-Mer) des européennes de juin 2009.